# محمد عطوي
محمد أحمد عطوي (10 يناير 1987 – 18 سبتمبر 2020) لاعب كرة قدم لبناني في الدوري المحلي، والمنتخب اللبناني لكرة القدم، توفي إثر إصابته بطلق ناري طائش في رأسه.

## مسيرته الكروية
بدأ محمد عطوي مسيرته مع نادي أولمبيك بيروت في 2004، وسجل هدف في موسمه الأول. في الموسم التالي، أعيدت هيكلة النادي وتغير إسمه إلى نادي طرابلس الرياضي. في 2006، انتقل اللاعب إلى التضامن صور، ثم الأنصار في 2008. في موسمه الأول 2008–09، أنهى الأنصار الدوري في المركز الرابع. حقق أول لقب في مسيرته موسم 2009–10، وكان كأس لبنان بعد أن فاز الأنصار 2–1 على المبرة في النهائي. بعد 2010، أصبح عطوي لاعب أساسي في التشكيلة، وحصل على جائزة أفضل صانع أهداف في الدوري موسم 2010–11. في 2011–12، توّج الأنصار بلقب الكأس مجددًا بالإضافة إلى كأس السوبر 2012. موسم 2016–17 كان الأخير في مسيرة محمد عطوي مع الأنصار، وقد إنتهى بتحقيق الكأس للمرة الثالثة وتأهله إلى كأس الاتحاد الآسيوي 2018. في 2018، انتقل إلى الإخاء الأهلي عاليه بعد 10 سنوات قضاها مع الأنصار. انتقد اللاعب إلغاء موسم 2019–20، واعتبر بأنه «أعاد الكرة اللبنانية 20 سنة إلى الخلف».

## مسيرته الدولية
لعب عطوي مع المنتخب اللبناني لأول مرة في مسيرته في 2 تموز 2011، حيث دخل بديلًا في مباراة ودية ضد الكويت، التي خسرها لبنان 6–0. على كل، مباراته الرسمية الأولى جاءت في 11 حزيران 2013، بعد أن استبدل محمود كجك عند الدقيقة 67 ضد إيران في تصفيات كأس العالم 2014، وانتهت المباراة بخسارة لبنان بنتيجة 4–0. حقق عطوي فوزه الأول مع المنتخب في 19 شباط 2014، بمشاركته في فوز لبنان 3–1 في مباراة وديّة ضد باكستان.

## الإنجازات

### النادي
الأنصار
- كأس لبنان: 2009–10, 2011–12, 2016–17
- كأس السوبر اللبناني: 2012

### الفردية
- أجمل هدف في الدوري اللبناني الممتاز: 2015–16
- أفضل صانع أهداف في الدوري اللبناني الممتاز: 2010–11

## إصابته ووفاته
يوم 21 أغسطس 2020، كان عطوي يعبر منطقة الكولا على تخوم الطريق الجديدة، على متن دراجته النارية، فأصيب برصاصةٍ طائشةٍ في رأسه أطلقها أحد الأشخاص أثناء تشييع جو بو صعب، أحد ضحايا فوج الإطفاء الذي قضى نحبه بسبب انفجار مرفأ بيروت، في منطقة عين الرمانة. بعد إصابته، نُقل عطوي إلى مستشفى جمعية المقاصد الخيرية الإسلامية بحالةٍ حرجة، وخضع لعمليةٍ جراحيَّةٍ دقيقة أُزيلت فيها الرصاصة وأوقف النزيف، ثُمَّ نُقل إلى العناية المُركَّزة حيثُ أُعلن عن استقرار وضعه. رُغم ذلك، أخذت حالة عطوي بالتدهور شيئًا فشيئًا حتى توفي صباح يوم الجمعة 18 سبتمبر 2020، ونعاه نادي الأنصار عبر حسابه في موقع تويتر قائلًا: «بمزيدٍ من الأسى واللَّوعة تنعي إدارة نادي الأنصار أحد أبنائها، اللاعب محمد عطوي.. وهي تعتبره ليس فقط خسارة لعائلته الصغيرة، بل خسارة لنادي الأنصار، لما يُمثِّله اللاعب الراحل في قلوب الأنصاريين الذين عرفوه قائدًا في الملعب، خلوقًا مهذبًا، أعطى للأنصار الكثير.. إنَّا لله وإنَّا إليه راجعون».

## وصلات خارجية
- محمد عطوي على موقع قاعدة بيانات كرة القدم.إي يو (الإنجليزية)
- محمد عطوي على موقع ناشيونال فوتبول تيمز (الإنجليزية)
- محمد عطوي على موقع Soccerway.com (الإنجليزية)